# توووز
توووز (به ترکی آذربایجانی: Tovuz) شهری در شهرستان توووز کشور جمهوری آذربایجان است. جمعیت این شهر بر اساس سرشماری سال ۱۹۸۹ میلادی، ۱۳٫۳۷۳ نفر و بر اساس سرشماری سال ۲۰۰۸ میلادی، ۱۲٫۸۰۰ بوده‌است.

## نگارخانه

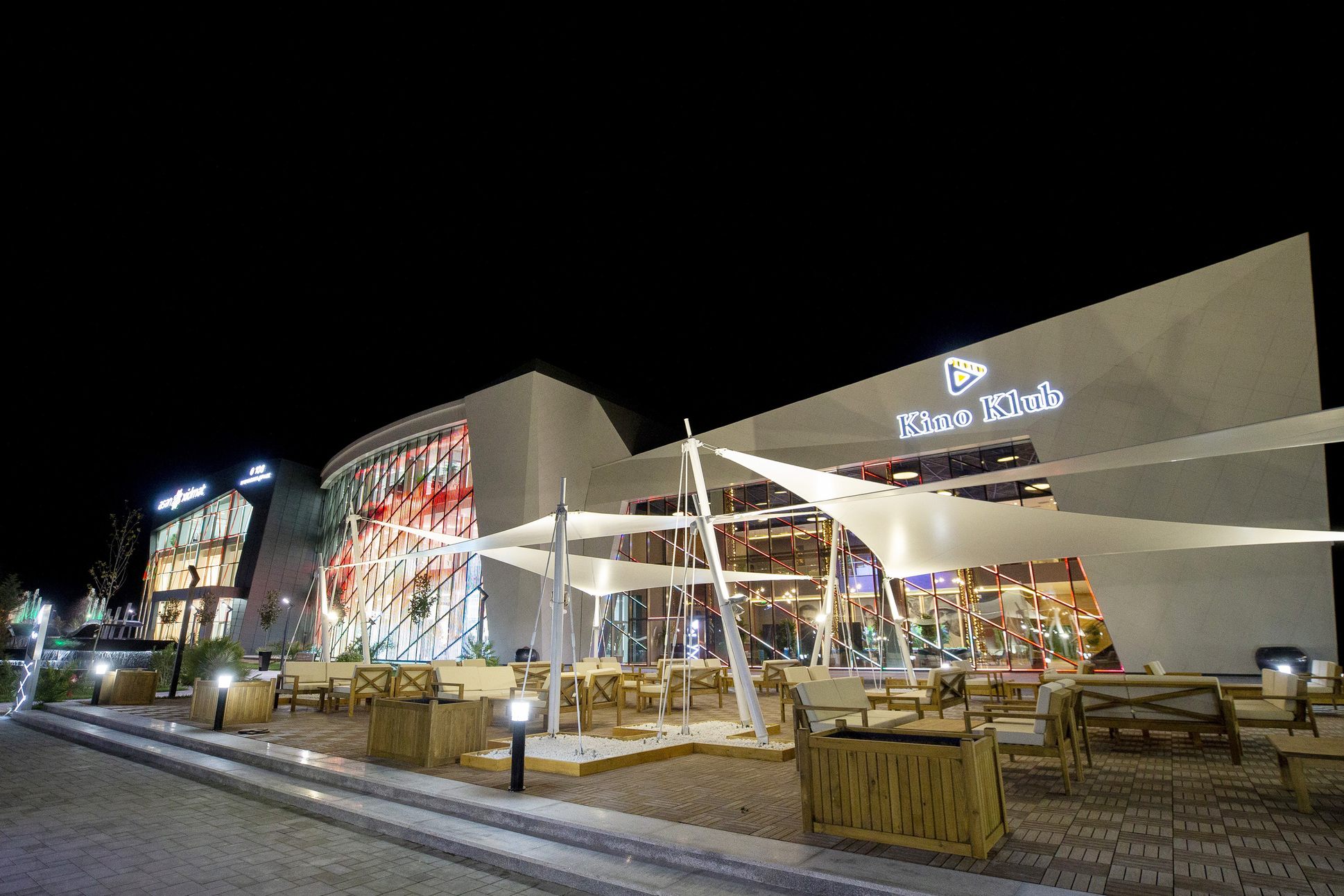
یک مرکز خرید در تووز
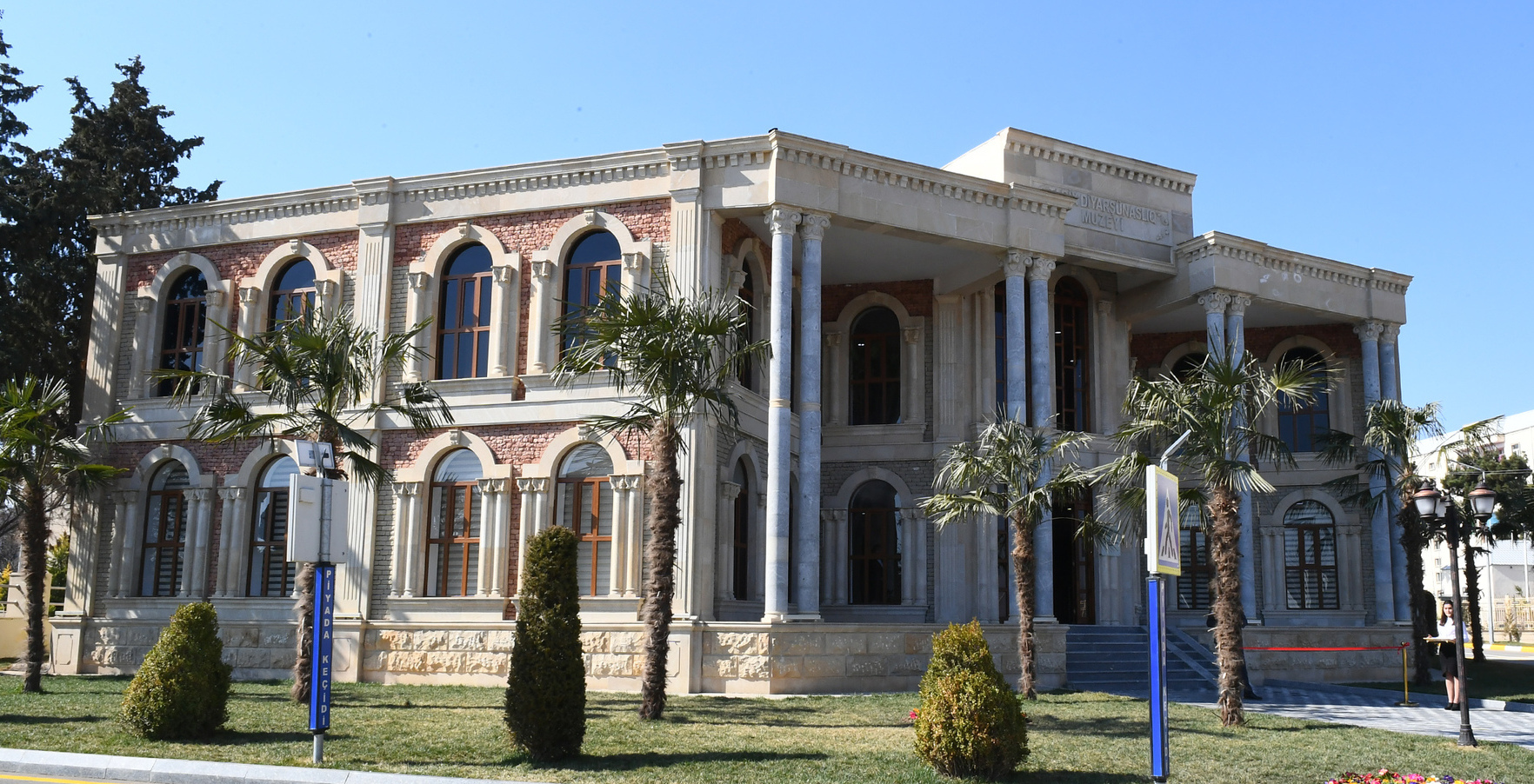
موزه تاریخ